# A fehérorosz népnév eredete
A belarusz népnév eredete a 21. században is politikai hátterű viták tárgya.
Belarusznak hivatalos magyar nyelvű elnevezése a Fehéroroszország, mely elnevezés azonban a tévhittel szemben nem a Szovjetunió befolyására keletkezett, noha annak újkori használatát vélhetően erősen befolyásolta.

## Magyar nyelvi használata
A területre, melyet lakói Belarusz néven neveznek, először magyar források a „rex Ruthenorum Alborum” megnevezéssel hivatkoztak, szent Kinga lengyel királyné életírásában, 1320 környékén.
1945-től kezdve a hivatalos „Belorusz”, „Belorusszia” (az eredeti orosz elnevezés alapján: белорус, белорусский, Белоруссия) forma használata került előtérbe a sajtóban, tankönyvekben és a térképeken is, de a magyar nyelvtudomány (Kniezsa István, TESz.) fenntartotta a fehérorosz elnevezést is.
1990-től ismét visszatért a köznyelvi használatba a „fehérorosz” forma: ez került a sajtó, a tankönyvek és a térképek szövegébe is, ezzel párhuzamosan a diplomáciai használatban egyre inkább elterjed a „Belarusz” alak (az ország saját elnevezése: беларус, беларускі, Беларусь alapján).
1992. február 24-én a földrajzinév-bizottság döntése alapján a hivatalos formák:
- Fehéroroszország,
- Fehérorosz Köztársaság.

## Etimológia
Az elnevezés két tagjának eredetét általában külön vizsgálják, mivel azok jelenlegi formája több átalakuláson is átmehetett.

### A fehér elnevezés eredete
A történészek egy része a fehérséget a „tisztasággal” köti össze, minthogy ez a terület volt a rutén népcsoport központja. Mások szerint a tatár hódítások korában használták erre a népre a „fehér” jelzőt, ami szerintük a meghódítatlan, szabad népet jelölte.
Egy történelmi magyarázat viszont abból indul ki, hogy az ókorban Eurázsiában több nyelvben színekkel is jelölték az égtájakat. A fekete szín az észak jelzésére szolgált, ahogy a vörös a délt (Vörös-tenger), a sárga a keletet, a fehér pedig a nyugatot jelölte (lásd sárga rassz, Sárga-tenger). A Fekete-tengert a tőle délre élő perzsák nevezték el így. Ennek alapján a fehérorosz elnevezés jelentése „nyugati orosz” lehetett, ami a földrajzi elhelyezkedésnek is megfelel.

### A -rus utótag és formái
A belarusz források által támogatott elmélet szerint a „-rus” utótag Ruténia elnevezéséből származik, melynek eredeti neve „Rus” volt.
E szerint a vélemény szerint az eredeti latin „Ruthenorum” kifejezést váltotta ki a – feltehetően német nyelvterületről eredő – „orosz” szó („russland”), ami talán a hasonló hangzás miatt, vagy más vélekedések szerint geopolitikai okokból került használatba.
A belaruszoknak ezt a nyelvi önállósodási törekvését meglehetősen relativizálja, hogy valójában az oroszok elnevezése is ugyanabból a forrásból, a Kijevi Ruszban is megjelenő Rus-ból (óegyházi szláv nyelven Рѹсь) származik, mint a latinos Ruthenorum.